# ジャパン・フィギュア団体戦
「ジャパン・フィギュア団体戦」（ジャパン・フィギュアだんたいせん）は、2007年から2013年までの毎年1月に開催されていたフィギュアスケートのエキシビションマッチ。東海テレビ放送が企画・制作した。

## 概要
2006年まで、東海テレビはナゴヤドームにおいてプロ野球選手がゲームで競い合う「プロ野球オールスタースーパーバトル」を放送していた。しかし、プロ野球中継の視聴率が低迷したことと、フィギュアスケート人気が高まったことを受け、本大会を設置した。
2007年に「nikko am New Year Figure Japan Super Challenge」（ニッコウ・アセットマネジメント・ジャパン・スーパー・チャレンジ）のタイトルでスタート。以来毎年東海テレビ放送が主催して1月初旬に開催されている（長野での開催時には長野放送も主催に加わった）。大会は二部構成で行われ、第一部は主催者に招待された日本選手がエントリーしてエキシビションプログラムにより順位を競うエキシビションマッチを行い、第二部では海外選手がゲストとして順位や採点の対象外でエキシビションプログラムを披露する。ISU公式競技会ではなく、競技内容や採点方法も独自の形態であり、競技会というよりも勝敗のあるアイスショーである。実際、競技と同じプログラムを滑った選手もいる一方で、審査員にスケートで削れた氷を固めて作ったミニ雪ダルマをプレゼントしたり、さまざまな小道具で演出を試みたり、ペットを連れて登場するなど、思い思いに趣向を凝らしてアピールする選手も見られる。
2010年はバンクーバーオリンピックの開催直前時期に当たることから日本スケート連盟の判断で開催を見送ったが、2011年は2年ぶりに開催された。
なお、第1回からスポンサー協賛していた日興アセットマネジメントが2008年でスポンサーを撤退したため、2009年はスポンサー冠なしの「Japan Super Challenge」（ジャパン・スーパー・チャレンジ）にタイトルが変更された。2011年よりイオン化粧品が特別協賛となり、タイトルも「ION Kesho ジャパン・フィギュア団体戦」と改めて開催されている（英文表記は引き続き「Japan Super Challenge」を使用）。

## 競技内容

### 第1回（2007年）
2007年1月4日、長野市のビッグハットで開催。
男女別の個人戦で行われた。
出場選手はエキシビションプログラムを行う（競技用プログラムでも可）。各選手の演技が終わるごとにただちに審査を行い、順位は5人の審査員のつけた点数の合計（100点満点）で決定される。審査員はフィギュアスケート経験者3名と非経験者2名がおり、それぞれ持ち点は20点で、経験者は「表現力」「アグレッシブ性」の2項目（各項目10点）、非経験者は「演出効果」「会場との一体感」の2項目（各項目10点）を審査する。
| 順位 | 男子シングル | 女子シングル |
| ---- | ------------ | ------------ |
| 1    | 髙橋大輔     | 浅田真央     |
| 2    | 織田信成     | 中野友加里   |
| 3    | 神崎範之     | 武田奈也     |
| 4    | 中庭健介     | 恩田美栄     |
| 5    | 南里康晴     | 太田由希奈   |
| 6    | 小塚崇彦     | 浅田舞       |
| 7    | 柴田嶺       |              |
| 8    | 無良崇人     |              |

### 第2回（2008年）
2008年1月11日、名古屋市の日本ガイシアリーナで開催。
2チームによる団体戦で行われ、演技中でない選手もリンク脇の特別席でチームメイトを応援するスタイルをとった。
出場選手はエキシビションプログラムを行う（競技用プログラムでも可）。審査員の採点と観客の投票の合計点で勝利を争った。
- 「チーム・ドリーム」 270点

浅田真央、浅田舞、鈴木明子、押川ロアンナ紗瑠、小塚崇彦、南里康晴、佐々木彰生
- 「チーム・アーティスト」 230点

髙橋大輔、安藤美姫、中野友加里、武田奈也、水津瑠美、中庭健介、羽生結弦

### 第3回（2009年）
2009年1月9日、名古屋市の日本ガイシアリーナで開催。
第2回同様、2チームによる団体戦で行われた。途中3回審査タイムがあり、毎回観客の押しボタン（200点）と審査員の採点（100点×3名）の計500点を各チームに振り分ける。3回の審査で計1500点を振り分け、得点の多いチームが勝利。
- 「チーム・ブルー」 752点

織田信成、安藤美姫、鈴木明子、南里康晴、今井遥、川原星
- 「チーム・レッド」 748点

浅田真央、中野友加里、小塚崇彦、中庭健介、羽生結弦、佐藤未生

### 第4回（2011年）
- 2011年1月7日、日本ガイシアリーナで開催。

第3回同様、2チームによる団体戦で行われた。途中3回審査タイムがあり、毎回観客の押しボタン（200点）と審査員の採点（50点×4名）の計400点を各チームに振り分ける。3回の審査で計1200点を振り分け、得点の多いチームが勝利。
- 「チーム・レッド」 603点

安藤美姫、髙橋大輔、羽生結弦、鈴木明子、庄司理紗、宇野昌磨
- 「チーム・ブルー」 597点

織田信成、浅田真央、村上佳菜子、町田樹、木原龍一、加藤利緒菜

### 第5回（2012年）
- 2012年1月6日、日本ガイシアリーナで開催。

第4回同様、2チームによる団体戦で行われた。途中3回審査タイムがあり、毎回観客の押しボタン（200点）と審査員の採点（50点×4名）の計400点を各チームに振り分ける。3回の審査で計1200点を振り分け、得点の多いチームが勝利。
- 「チーム・レッド」 602点

浅田真央、小塚崇彦、村上佳菜子、町田樹、日野龍樹、松野真矢子
- 「チーム・ブルー」 598点

髙橋大輔、安藤美姫、羽生結弦、鈴木明子、宮原知子、本田太一

### 第6回（2013年）
- 2013年1月8日、日本ガイシアリーナで開催。

第5回同様、2チームによる団体戦で行われた。途中2回審査タイムがあり、毎回観客の押しボタン（200点）と審査員の採点（50点×4名）の計400点を各チームに振り分ける。2回の審査で計800点を振り分け、得点の多いチームが勝利。
- 「チーム・ブルー」 409点

髙橋大輔、羽生結弦、無良崇人、鈴木明子、日野龍樹、坂本花織
- 「チーム・レッド」 391点

浅田真央、織田信成、町田樹、村上佳菜子、宮原知子、山本草太

#### 2014年・2015年の放送見送り
- 2014年の放送はソチオリンピックとの兼ね合いで日本スケート連盟が開催できないと判断し、見送られた。代替として東海テレビは単発のバラエティー特番「バナナマンの世界こんな学校あったんだ!?」を制作、2月2日16:05-17:20に放送した。
- 2015年は本来なら第7回の開催予定だったが、2014年12月開催の「全日本フィギュア選手権」で町田樹や織田信成の現役引退、浅田真央の休養（本人はまだ現役引退と発言していない）などで次世代のフィギュア選手発掘が日本スケート協会の責務となりチーム分けするのに必要な選手の確保が難しいのと「四大陸フィギュア選手権」の日程との兼ね合いでこの年も見送られた。代替として東海テレビは「裸の付き合いバラエティ あぁ しあわ銭湯」[1]の単発バラエティー番組を制作、2月1日16:05-17:20に放送した。

#### 2016年以降の現状
- 東海テレビとしては第7回以降毎年開催させて放送させたい意向ではあるが、日本スケート連盟が次世代のフィギュア選手発掘とチーム分けするべき必要な選手の確保困難＋「四大陸フィギュア選手権」の日程との兼ね合いがうまくいかず未だに第7回は見送られている。そのため東海テレビは代替として下記の単発番組を制作・日曜16:05-17:20枠で放送している。
2016年 - 日本のヴァイオリン王〜名古屋が生んだ世界のマエストロ 鈴木政吉物語〜（同枠で初めての再現ドラマスペシャルとして2月14日に放送）
2017年 - 愛されママGP2017〜ママたちの芸能界生き残りバトル〜（2月12日に放送）
2018年 - 東京のイイとこみんな教えて!ロンブー淳のスマホ旅（平昌オリンピックとの兼ね合いから2月4日に繰り上げて放送）[2][3][4]
2019年 - コツコツ人生館（2月3日に放送）[5][6][7]
2020年 - ナインティナインのコツコツ人生館（2月2日に放送）[8][9]
2021年 - ナインティナインのコツコツ人生館第3弾（2月1日に放送）
2022年 - 世界のヤバすぎ!?プライスクイズ（北京オリンピックとの兼ね合いから1月30日に放送）[10][11][12][13]
2023年 - 世界のヤバすぎ!?プライスクイズ[14][15]（2月12日に放送）
2024年 - 知らないうちに激変!ニューヨークのクイズ!いつの間に!?（2月4日に放送）[16]　
2025年 - おしろツアーズ（2月2日に放送）[17]

## テレビ放送について
フジテレビ系列で全国放送される。2009年までは1983年開始の「プロ野球12球団対抗新春リレーマラソン」以来続いた新春のスポーツ中継を引き継ぐ形で放送されてきたが、大会が再開された2011年以降は2月に放送されている。
2010年以降の東海テレビ制作全国ネット新春特番
2010年以降、東海テレビ制作の全国ネット新春特番は本番組に代わり、以下の番組が放送されている。いずれも1月4日に放送された。
- 2010年 - 新春ドラマスペシャル・福助
- 2011年 - 新春ドラマスペシャル・新春東京ツアー!どえりゃあ婆ちゃん探偵団〜湯けむりパラダイスの怪事件〜
- 2012年 - 天才の育て方TV　※この年からバラエティ番組を放送。
- 2013年 - 発見!天才スイッチくん〜すぐに役立つ子育て7つのヒント〜
- 2014年 - 日本中にサプライズの魔法をオーマイガッ!
- 2015年 - やんジイ&美魔女のご褒美トラベル
- 2016年 - ナニゆえ?こうなったのには理由がある

なお、2017年の新春特番は放送されない代わりに2016年12月30日（金）23:00-翌31日（土）00:15まで「The世界力〜渡辺謙×錦織圭×松山英樹〜」を東海テレビ制作・フジテレビ系全国ネットで放送した。なお、テレビ大分とテレビ宮崎は同時刻日本テレビ系年末特番（「ニノさんSP 日本ZOUGEN研究所」）を同時ネットしている関係でテレビ大分は翌31日(土)16:25-17:40、テレビ宮崎は2017年1月以降に時差送出した。なお、好評につき第2弾を2017年12月30日（土）23:10-翌31日（日）0:25まで「The 世界力2」を放送した。これ以降1月4日の新春特番枠はフジテレビに制作枠を返上することになっている。
しかし、2018年は1月4日（木）13:45-15:00に「勘九郎・七之助の2018年極め付け 座・中村屋」を放送した。
「The 世界力2」が好評だったので、さらに同年12月29日（土）23:40-翌30日（日）0:55まで「The世界力3」を放送した。
しかし、テレビ大分は「東野・加藤この歌が聴きたいベストテン」を12月29日(土)23:30-翌30日(日)0:29を同時ネットした関係で別日に時差送出された。また2019年1月4日(金)13:45-15:00に「勘九郎・七之助の極め付け!座・中村屋2」を放送した。
同年年末の12月28日(土)23:40-翌29日(日)0:35はオトナの土ドラ「悪魔の弁護人・御子柴礼司 〜贖罪の奏鳴曲〜」を通常通り放送したため年末特番を見送ったが、2020年1月4日(土)13:30-14:45に「The世界力4」を放送した。テレビ宮崎は「The世界力」シリーズ初めての同時ネットとなる。
2021年は1月4日（月）に「#お正月おじさん」が13:30-14:45に放送された。
なお2022年は1月4日（火）に「エンケンさんとメロメロさん」が13:30-14:45に放送された。
2023年以降の1月4日は「LIAR VOICE 〜ホンモノを見極めろ〜」が13:30-14:45に放送されている。